# Vredesconferentie van Harelbeke
De vredesconferentie van Harelbeke was een formele vergadering in 1381 tussen de stad Gent en de staten van Brabant, Vlaanderen, Henegouwen en Luik om de oorlog tussen Gent en de graaf van Vlaanderen te eindigen. 
De verdeeldheid in Gent nam toe tussen een matige en een radicale fractie. Op de conferentie in oktober 1382 was Lodewijk van Male bereid om vrede te sluiten, indien 200 gijzelaars worden genomen, waaronder leider van de opstand Pieter van den Bossche. Op de Vrijdagmarkt in Gent vond op 24 januari 1382 een volksraadpleging plaats om over het akkoord te beslissen. Terwijl de gematigden op de eisen wilden ingaan, werd onder de Gentse patriotten Filips van Artevelde verkozen die resoluut de eisen verwierp.
Tijdens de onderhandelingen werden de twee Gentse delegaten, Simon Bette en Gyselbrecht de Gruytere, vermoord door hun leider Pieter van den Bossche. Bij het horen van dit nieuws ging de vredesconferentie uiteen en werd de strijd hervat. Door tussenkomst van de prins-bisschop van Luik, Arnold van Horne en de hertogin van Brabant, Johanna, werd een nieuwe bijeenkomst gestart in Doornik. Echter, opnieuw bleef alles zonder gevolg en liep uit tot de Slag om het Beverhoutsveld. Daarbij moest de graaf zich al zwemmend uit de stad van Brugge redden door de vestigingsgrachten en naar Rijsel vluchten.